# 田一明
田一明（1914年11月21日—2005年9月24日），又名田益民，男，陕西白水人，中华人民共和国政治人物，曾任第五、六、七、八、九届全国政协委员。